# Altin Bodini
Altin Bodini (ur. 12 lutego 1999) – albański aktor filmowy.

## Filmografia

### Filmy
| Rok  | Tytuł            | Rola   |
| ---- | ---------------- | ------ |
| 2015 | Drejt Fundit     | on sam |
| 2016 | Pit Stop Mafia   | on sam |
| 2016 | Una              | on sam |
| 2017 | Elvis Walks Home | on sam |
| 2019 | Bałkańska krew   | on sam |

### Seriale
| Rok  | Tytuł                             | Rola      | Uwagi       |
| ---- | --------------------------------- | --------- | ----------- |
| 2016 | Fuoco amico TF45 - Eroe per amore | policjant | Odcinki 3-4 |